# Pałaneczka karłowata
Pałaneczka karłowata (Cercartetus lepidus) – gatunek ssaka z rodziny drzewnicowatych (Burramyidae).

## Taksonomia
Gatunek po raz pierwszy zgodnie z zasadami nazewnictwa binominalnego opisał w 1888 roku angielski zoolog Oldfield Thomas, nadając mu nazwę Dromicia lepidus. Miejsce typowe to Tasmania, Australia. Holotyp to czaszka samicy zakonserwowana w alkoholu o sygnaturze BMNH 52.1.15.11 z kolekcji Muzeum Historii Naturalnej w Londynie; odłowiony przez australijskiego botanika Ronalda Gunna.
W 2020 roku kontrowersyjny australijski herpetolog Raymond Hoser nadał nazwę populacjom kontynentalnym (C. hoserae), ale potrzebne są dalsze badania w celu potwierdzenia ich odrębności, a autentyczność nazw opisanych przez Hosera jest kwestionowana przez autorytety teriologiczne i herpetologiczne oraz oczekują na rekomendacje ICZN. Odrębność taksonomiczna populacji tasmańskiej w porównaniu z populacjami ze stanów Wiktoria i Australia Południowa została potwierdzona na podstawie danych genetycznych i może stanowić inny gatunek, ale wymaga to dodatkowej formalnej oceny.
Autorzy Illustrated Checklist of the Mammals of the World uznają ten gatunek za monotypowy.

### Etymologia
- Cercartetus: gr. κερκος kerkos ‘ogon’; αερταω aertaō ‘podnosić’[11].
- lepidus: łac. lepidus ‘uroczy, elegancki’, od lepos, leporis ‘urok, czar’[12].

## Zasięg występowania
Pałaneczka karłowata występuje w południowo-wschodniej Australii (od północno-zachodniej Wiktorii do południowo-wschodniej Australii Południowej, włącznie z Wyspą Kangura) i na Tasmanii. Zasiedla zawsze zielone lasy twardolistne, scrub eukaliptusowy, a na Wyspie Kangura formacje krzewinkowe.

## Morfologia
Charakterystyczne dla niego są duże sterczące uszy i długie wąsy na krótkim pyszczku. Długość ciała (bez ogona) 5–7,3 cm, długość ogona 6–7,5 cm; masa ciała 6–10 g. Ogon jest długi, nagi, chwytny i pokryty krótką, gęstą, brązowawą sierścią. Dymorfizm płciowy nie występuje. 

## Ekologia
Zwinnie wspina się i skacze po drzewach, gdzie buduje gniazda. Śpi w dzień, jak również zapada w trwający do 6 dni stan torporu. Żywi się nektarem, owadami, pająkami, skorpionami i małymi jaszczurkami. Przy dostatecznej ilości pokarmu gromadzi zapas tłuszczu w nasadzie ogona, co ułatwia mu przetrwanie okresu niesprzyjających warunków (zobacz: diapauza).

## Status zagrożenia
W Czerwonej księdze gatunków zagrożonych Międzynarodowej Unii Ochrony Przyrody i Jej Zasobów został zaliczony do kategorii LC (ang. least concern „najmniejszej troski”).